# Le due facce del dollaro
Le due facce del dollaro è un film del 1967 diretto da Roberto Bianchi Montero.

## Trama
Un cercatore d'oro, ex insegnante, soprannominato Matematica prepara un piano per rapinare Fort Henderson. Si fa aiutare da un pistolero di nome Miele/Django, un ex colonnello di nome Blackgrave e una bella donna di nome Jane. Il colpo riesce ma la bramosia per l'oro porterà loro molti problemi.